# Rejon Czong-Ałaj
Rejon Czong-Ałaj (kirg. Чоң-Алай району; ros. Чон-Алайский район) – rejon w Kirgistanie w obwodzie oszyńskim. W 2009 roku liczył 25 039 mieszkańców (z czego 99,9% stanowili Kirgizi) i obejmował 4252 gospodarstw domowych. Siedzibą administracyjną rejonu jest Daroot-Korgon.